# ثقافة الهند

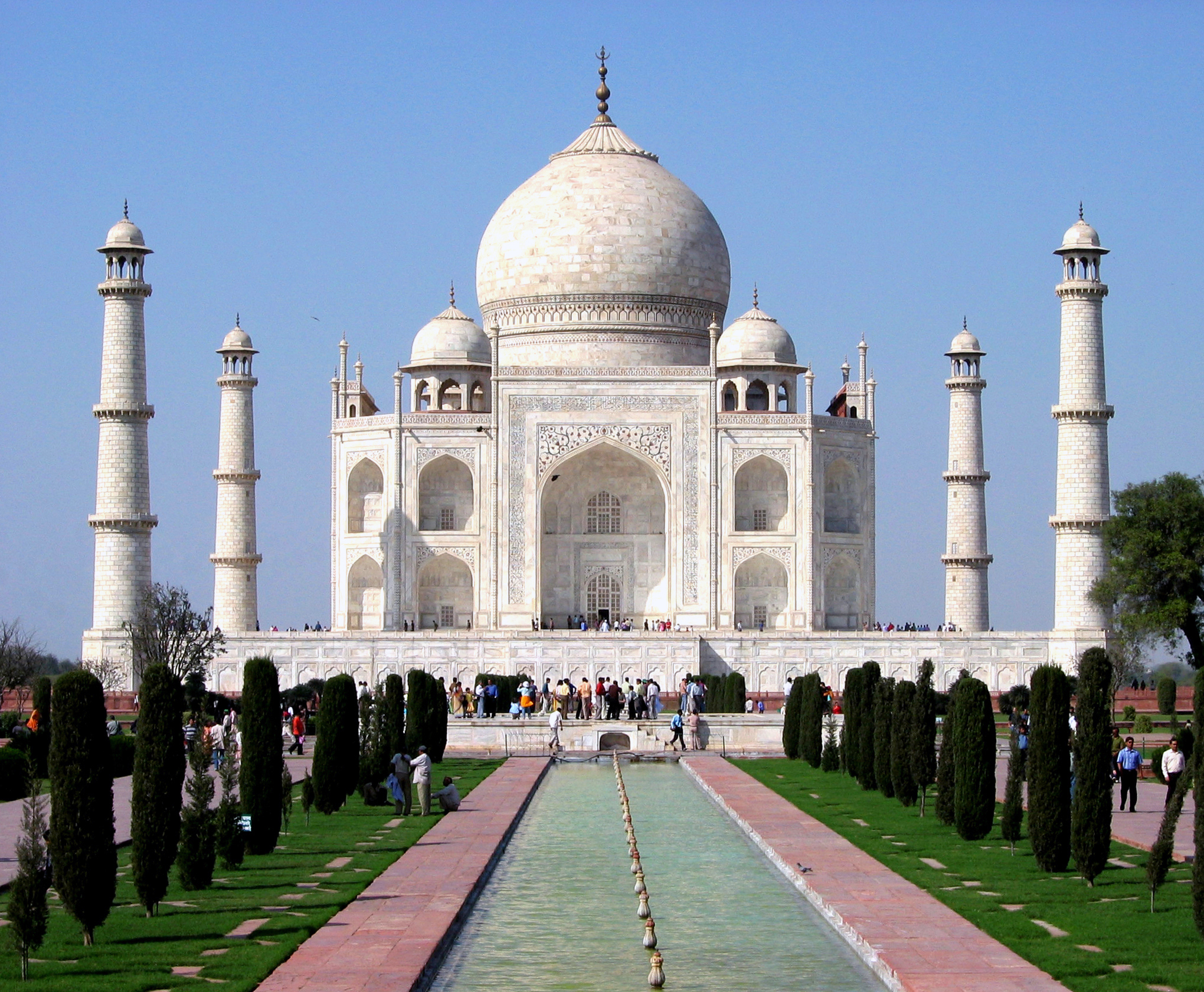
تاج محل في آكرا: أشهر المعالم السياحية في الهند

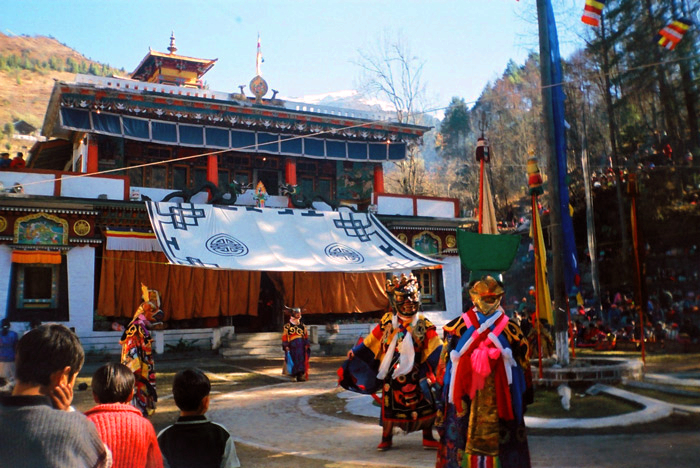
رقصة الغومبا، يقوم بتأديتها رهبان بوذيين في ولاية سيكيم أثناء السنة البوذية الجديدة

تشير ثقافة الهند عموماً إلى آلاف الثقافات المتميزة والفريدة لجميع الديانات والمجتمعات الموجودة في الهند. وتختلف لغات الهند ودياناتها ورقصها وموسيقاها وهندستها المعمارية وأطعمتها وعاداتها بين مكان وآخر في البلد. إن الثقافة الهندية، التي كثيراً ما توصف بأنها اندماج لعدة ثقافات، تمتد عبر شبه القارة الهندية وتتأثر بتاريخ يمتد آلاف السنين. إن العديد من عناصر ثقافات الهند المتنوعة، مثل الأديان الهندية والفلسفة والمأكولات واللغات والرقص والموسيقى والأفلام، لها تأثير عميق في كل أنحاء المحيط الهندي والهند الكبرى والعالم.
للهند تقاليد ثقافية عريقة وفريدة من نوعها، ولازالت مظاهرها ماثلة للعيان إلى أيامنا هذه. نظراً لتاريخها الحافل انصهرت ثقافات الشعوب الغازية على مدار القرون واندمجت مع المجتمع المحلي. ترجع العديد من التقاليد الثقافية (كالاحتفالات) والمعالم القائمة حالياً، على غرار تاج محل وغيره من نماذج العمارة الإسلامية إلى عهد الأباطرة المغول. المجتمع الهندي مجتمع ذو أعراق، لغات وثقافات متعددة. تُشكّل الأعراف الدينية جزءاً من الحياة اليومية للمجتمع الهندي. تعتني العائلات من الطبقات الوسطى بتعليم أبناءها. لا زالت التقاليد العائلية المُحافظة راسخة بين أوساط المجتمع، رغم أن بعضاً من أبناء العائلات الحضَرية تحاول أن تشق لها طريقاً وسطاً بين هذه التقاليد ومتطلبات الحياة العصرية.
تتخذ الممارسات الدينية في الهند طابعاً عاماً، وتتم غالباً في شكل احتفالي مليء بالألوان. من أشهر الاحتفالات التي تُقام في البلاد، طقوس ديوالي، هولي، ودوسيرا. يقوم الناس ومن جميع المعتقدات بالاحتفال بموسم الحصاد (بونغال) في ولاية تاميل نادو.
للموسيقى الهندية العديد من الطبوع والأصناف. من أهم أصناف الموسيقى التقليدية، الكارناتيك، والذي ينتشر في جنوب الهند، ثم الهندوستاني وهو طبع ينتشر في الشمال. إلى جانب الموسيقى التقليدية تنتشر نوع موسيقى يحظى بشعبية كبيرة، ويُكسب هذا النوع الأفلام السينمائية الهندية طابعها الخاص. بالإضافة إلى هذه الطبوع توجد في كل منطقة أنواع محلية من الموسيقى. هناك عدة أنواع من فنون الرقص - بهاراتاناتيام، أوديسي، كوتشيبودي... وغيرها. تتخذ هذه الفنون طابعاً يغلُب عليه السرد (على غرار الملاحم الهندية) وغالباً يتم إدراج عناصر وشخصيات مقدسة وغيرها.
كان الأدب الهندي يتم تناقله بطريقة شفوية في البداية ثم تم تدوينه في مرحلة ثانية. جاءت أغلب مصادره من الكتابات الهندية القديمة، على غرار الكتب المقدسة كالـ«فيدا» وملاحم «ماهابهاراتا» و «رامايانا». يعتبر أدب السانغام، وهو نوع من الآداب تعرف به منطقة التاميل نادو، أقدم أنواع الآداب العامية في الهند. برز العديد من الكُتّاب الهنود في العصر الحالي، ويغلُب عليهم استعمال اللغتين الهندية والإنكليزية، يعتبر رابندرانات طاغور، الحائز على جائزة نوبل للآداب، والذي يكتب باللغة البنغالية، أشهرهم على الإطلاق.
تُنتج الهند أكبر عدد من الأفلام سنوياً في العالم. وتعتبر بوليوود من أشهر أوجه هذه الصناعة، يقع مقرها في مومباي (بومباي سابقاً)، وتقوم بإنتاج العديد من الأفلام التجارية بالدرجة الأولى. إلى جانب أفلام بوليوود والتي تنتج بلغة الهند، هناك العديد من الصناعات الأخرى والتي تقوم بإنتاج أفلام باللغات المحلية الأخرى: البنغالية، مالايالام، تاميلية وتولوغو. يعد المخرج البنغالي ساتياجيت راي (Satyajit Ray) أشهر شخصية في تاريخ السينما الهندية.
يشكل الأرز والحنطة (وتُتخذ في شكل خبز) عماد الغذاء الهندي. المطبخ المحلي متنوع، وتختلف المكونات، التوابل، وطرق الطهي من منطقة إلى أخرى. تتميز البلاد بمأكولاتها النباتية المتعددة. توجد أنواع مختلفة من الملبوسات التقليدية، وتتنوع في ألوانها وأشكالها من منطقة إلى أخرى. الساري وقميص سالوار يشكلان اللباس التقليدي للنساء.

## الثقافة الدينية
الديانات الهندية الأصلية كالهندوسية والجاينية أو اليانية والبوذية والسيخية، كلها مبنية على مفاهيم الدارما أو الدهارما والكرمة أو الكارما. وتُعتبر، الأهيمسا أي فلسفة اللاعنف، أحد أهم الجوانب في الأديان الهندية الأصلية التي كان من أكثر مناصريها شهرة هو المهاتما غاندي، الذي استخدم العصيان المدني لتوحيد الهند خلال حركة الاستقلال الهندية - إنَّ هذه الفلسفة كانت قد ألهمت مارتن لوثر كينغ الابن إبَّان فترة حركة الحقوق المدنية الأمريكيّة. وأمَّا بالنسبة للديانة ذات الأصول الأجنبية، بما في ذلك الديانات الإبراهيمية، مثل اليهودية والمسيحية والإسلام، فهي موجودة أيضًا في الهند، بالإضافة إلى الزرادشتية والعقيدة البهائية اللتان، كلاهما، هربتا من الاضطهاد الإسلامي فقد وجدتا أيضًا ملجأ في الهند على مر القرون.
يوجد في الهند 28 ولاية ذات ثقافة مختلفة وهي ثاني أكبر دولة في العالم من حيث عدد السكان. تمتد الثقافة الهندية، التي غالبًا ما توصف بأنها اندماج للعديد من الثقافات المختلفة، عبر شبه القارة الهندية وقد تأثرت وتشكلت بتاريخ يعود إلى ألوف السنين. على مدار تاريخ الهند، تأثرت الثقافة الهندية جدًا بالديانات الدارمية. لقد كان لهذه الديانات الفضل في تكوين الكثير من الفلسفة والأدب والهندسة المعمارية والفن والموسيقى الهندية. كانت الهند العُظمى هي الامتداد التاريخي للثقافة الهندية خارج شبه القارة الهندية. يتعلق هذا بشكل خاص بانتشار الهندوسية والبوذية والهندسة المعمارية والإدارة ونظام الكتابة من الهند إلى أجزاء أخرى من آسيا عبر طريق الحرير من قبل المسافرين والتجار البحريين خلال القرون الأولى من الحقبة العامة. إلى الغرب، تتداخل الهند الكبرى مع بلاد فارس الكبرى في جبال هندو كوش وجبال بامير. على مر القرون، كان هناك اندماج كبير للثقافات بين البوذيين والهندوس والمسلمين والجاينيين والسيخ ومختلف السكان القبليين في الهند.
الهند هي منشأ الهندوسية والبوذية والجاينية والسيخية وديانات أخرى. تُعرف هذه الديانات بشكل جماعي بالديانات الهندية. الديانات الهندية هي شكل رئيسي من أديان العالم إلى جانب الديانات الإبراهيمية. اليوم، الهندوسية والبوذية هي ثالث ورابع أكبر ديانات في العالم على التوالي، مع أكثر من ملياري تابع، وربما قد يصل إلى 2.5 أو 2.6 مليار تابع. حيث يشكل أتباع الديانات الهندية - الهندوس والسيخ والجاينيون والبوذيون حوالي 80-82٪ من سكان الهند.
الهند هي واحدة من أكثر الدول تنوعًا دينيًا وعرقيًا في العالم، مع بعض المجتمعات والثقافات الأكثر تديناً. يلعب الدين دورًا مركزيًا ونهائيًا في حياة العديد من أبنائه. على الرغم من أن الهند دولة علمانية ذات أغلبية هندوسية، إلا أنها تضم عددًا كبيرًا من المسلمين. باستثناء جامو وكشمير، البنجاب، ميغالايا، ناجالاند، ميزورام ولاكشادويب، يشكل الهندوس السكان المهيمنين في جميع الولايات الـ 28 والأقاليم الاتحادية التسعة. المسلمون موجودون في جميع أنحاء الهند، مع وجود عدد كبير من السكان في أتر برديش، بهار، ماهاراشترا، كيرالا، تيلانجانا، أندرا برديش، البنغال الغربية وآسام؛ بينما فقط جامو وكشمير ولاكشادوي فيها أغلبية مسلمة. السيخ والمسيحيون هم أقليات مهمة أخرى في الهند.
وفقًا لتعداد عام 2011، يمارس 79.8 ٪ من سكان الهند الهندوسية. والإسلام (14.2٪) والمسيحية (2.3٪) والسيخية (1.7٪) والبوذية (0.7٪) والجاينية (0.4٪) هي الديانات الرئيسية الأخرى التي يتدين بها شعب الهند. كما توجد العديد من الديانات القبلية في الهند [الإنجليزية]، مثل السارنية [الإنجليزية]، على الرغم من تأثرها بالديانات الرئيسية مثل الهندوسية والبوذية والإسلام والمسيحية. الجاينية والزرادشتية واليهودية والعقيدة البهائية لها تأثير أيضًا ولكن أعداد معتنقيها أقل. كما أن للإلحاد واللاأدريين تأثير واضح في الهند، جنبًا إلى جنب مع التسامح الذاتي تجاه الأديان الأخرى. وفقًا لدراسة أجراها مركز بيو للأبحاث، سيكون لدى الهند أكبر عدد من الهندوس والمسلمين في العالم بحلول عام 2050. ومن المتوقع أن يبلغ عدد المسلمين في الهند حوالي 311 مليون مسلم يشكلون حوالي 19-20٪ من السكان، ومع ذلك فإن حوالي 1.3 مليار هندوسي هم من المتوقع أن يعيشو في الهند ويشملون حوالي 76 ٪ من السكان.
للإلحاد واللاأدرية تاريخ طويل في الهند وازدهرت داخل الحركة السمنية. نشأت مدرسة شارفاكا في الهند حوالي القرن السادس قبل الميلاد. إنها واحدة من أقدم أشكال الحركة المادية والإلحادية في الهند القديمة. تعتبر السرامانا والبوذية والجاينية والآجيفيكا وبعض مدارس الهندوسية أنَّ الإلحاد صحيح ويرفضون مفهوم الإله الخالق والطقوس والخرافات. أنتجت الهند بعض السياسيين اللادينيين والمصلحين الاجتماعيين البارزين. وفقًا لتقرير WIN-Gallup العالمي للدين والإلحاد لعام 2012، كان 81٪ من الهنود متدينين، و13٪ ليسوا متدينين، و3٪ كانوا ملحدين مقتنعين، و3٪ كانوا غير مطمأنين.

## الفلسفة

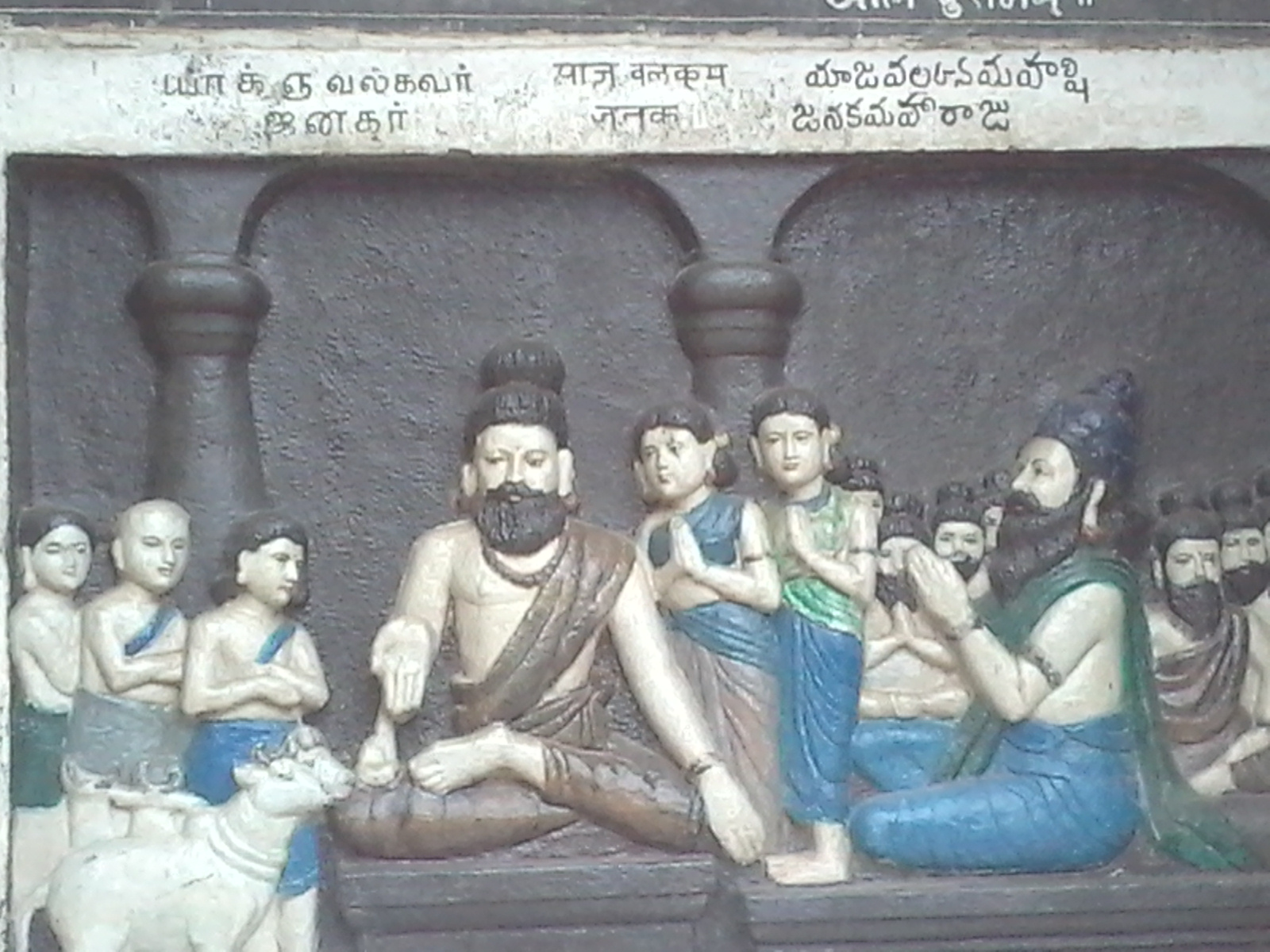
تم ترتيب وتقنين أقدم الفلسفات الهندوسية من قبل حكماء الهندوس الفيدية، مثل ياجنافالكا (القرن الثامن قبل الميلاد)، الذي يُعتبر من أوائل الفلاسفة في التاريخ المسجل، بعد أروني (القرن الثامن قبل الميلاد).

تضم الفلسفة الهندية التقاليد الفلسفية لشبه القارة الهندية. هناك ست مدارس للفلسفة الهندوسية الأرثوذكسية - نيايا، فايشيشيكا، سامخيا، فلسفة اليوجا [الإنجليزية]، ميمامسا وفيدانتا - وأربع مدارس غير تقليدية - جاينية، بوذية، آجيفيكا وكارفاكا - الأخيرتان هما أيضًا مدارس هندوسية. ومع ذلك، هناك طرق أخرى للتصنيف؛ يحدد فيديارانيا على سبيل المثال ستة عشر مدرسة للفلسفة الهندية من خلال تضمين تلك التي تنتمي إلى تقاليد الشيفاوية والراسايفارا [الإنجليزية]. منذ فترة الهند في العصور الوسطى (حوالي 1000 - 1500)، تم تصنيف مدارس الفكر الفلسفي الهندي من قبل التقليد البراهماني على أنها أرثوذكسية أو غير أرثوذكسية - آستيكا أو ناستيكا - اعتمادًا على ما إذا كانوا يعتبرون الفيدا مصدرًا معصومًا للمعرفة.
تم إضفاء الطابع الرسمي على المدارس الرئيسية للفلسفة الهندية بشكل فعلي بين 1000 قبل الميلاد إلى القرون الأولى من الحقبة العامة. وفقًا للفيلسوف سارفيبالي راذاكريشنان فإن أقدم هذه العناصر الفلسفية، والتي يعود تاريخها إلى تكوين الأوبنشاد في الفترة الفيدية اللاحقة (1000-500 قبل الميلاد)، تشكل «البُنى الفلسفية الأولى في العالم». كانت المنافسة والتكامل بين المدارس المختلفة شديدة خلال سنوات تكوينها، خاصة بين 800 قبل الميلاد و200 م. نجت بعض المدارس مثل الجاينية والبوذية وشيفا وأدفيتا فيدانتا، لكن مدارس أخرى، مثل سامكيا وجيفيكا، لم تنج؛ تم تضمينها أو انتهى وجودها ببساطة. أنتجت القرون اللاحقة تعليقات وإعادة صياغة استمرت حتى أواخر القرن العشرين. المؤلفون الذين أعطوا معنى معاصرًا للفلسفات التقليدية هم شريماد راجشاندرا [الإنجليزية] وسوامي فيفي كاناندا ورام موهان روي وداياناندا ساراسواتي.

## الهيكل العائلي والزواج
لأجيال عديدة كانت الهند تتمتع بتقليد سائد هو نظام الأسرة المشتركة. إذ يعيش أفراد العائلة الكبيرة -الأب وأبناؤه وزوجاتهم وأبناؤهم، إلخ- معاً. وعادةً ما يكون أكبر شخص في العائلة هو رأس نظام الأسرة الهندية المشتركة. ويتخذ غالباً جميع القرارات والقواعد الهامة، ويلتزم بها سائر أفراد الأسرة.
في دراسة أُجريت سنة 1966م، حلّل أورنشتاين وميكلين البيانات السكانية وهيكل الأسرة في الهند. أشارت الدراسة إلى أن أحجام الأسر الهندية ظلت متماثلة خلال الفترة 1911م - 1951م. ثم مع التوسع الحضري والتنمية الاقتصادية، شهدت الهند انفصال الأسرة المشتركة التقليدية إلى أسر شبيهة بالأسر النووية. ويشير سينها في كتابه، بعد تلخيص الدراسات الاجتماعية العديدة التي أُجريت عن الأسرة الهندية، إلى أن الاتجاه الثقافي في معظم أجزاء الهند شهد خلال السنوات الستين الماضية تغيراً متسارعاً من الأسرة المشتركة إلى الأسر النووية، مثل الاتجاهات السكانية في أجزاء أخرى من العالم. كانت الأسرة المشتركة الكبيرة التقليدية في الهند في تسعينيات القرن العشرين تمثل نسبة ضئيلة من الأسر الهندية، وكان نصيب الفرد في دخل الأسرة في المتوسط أقل. ما زالت الأسرة المشتركة قائمة في بعض المناطق وفي ظروف معينة، ويرجع ذلك جزئياً إلى التقاليد الثقافية، وعوامل عملية. الشباب في الطبقات الاجتماعية/الاقتصادية الدنيا أكثر ميلاً لقضاء الوقت مع أسرهم مقارنةً بأقرانهم بسبب الاختلافات الأيديولوجية بين التربية الأبوية الريفية والحضرية. ومع انتشار التعليم ونمو الاقتصاد ينكسر النظام التقليدي المشترك بين الأسر بسرعة في مختلف أنحاء الهند ويتغير الموقف تجاه المرأة العاملة.

### الزيجات المرتبة
لقد كانت الزيجات المرتّبة هي القاعدة في المجتمع الهندي منذ فترة طويلة. وحتى اليوم، يخطط الوالدان أو كبار الأسرة لزواج الأبناء في أغلب الهند. وفي الماضي كان سن الزواج صغيراً. ارتفع متوسط سن الزواج بين النساء في الهند إلى 21 عاماً، وفقًا لإحصاء 2011م في الهند. ويتزوج نحو 7% من النساء قبل سن 18 عاماً.
في معظم حالات الزواج، توفر أسرة العروس المهر للعريس. تقليدياً، يُعَد المهر نصيب المرأة من ثروة الأسرة، وعلى هذا ليس للابنة حق المطالبة بنصيبها من بيت أسرتها. ويشمل عادةً مقتنيات قابلة للنقل مثل المجوهرات والسلع المنزلية التي تمتلكها العروس طوال حياتها. تاريخياً كان تراث المزارع العائلية في معظم الأسر يوَرث للذكور فقط. منذ عام 1956م، تُعامل القوانين الهندية الذكور والإناث على قدم المساواة في مسائل الميراث دون وصية قانونية. ويستخدم الهنود بتزايد الوصية القانونية في الميراث ونقل الممتلكات، استخدم نحو 20% الوصية القانونية عام 2004م.
معدل الطلاق في الهند منخفض، 1% مقارنة بنحو 40% في الولايات المتحدة. مع ذلك، لا تعكس هذه الإحصائيات الصورة الكاملة. الدراسات العلمية التي تتناول وجهات نظر كل من الأزواج والزوجات بتعمق نادر. وتشير دراسات استقصائية نموذجية إلى أن المسائل المتعلقة بالزواج في الهند مماثلة للاتجاهات التي لوحظت في أماكن أخرى من العالم. ومعدلات الطلاق آخذة في الارتفاع. وهي في المناطق الحضرية أعلى بكثير. النساء يبدأن نحو 80% من حالات الطلاق في الهند.
الآراء منقسمة حول ما تعنيه هذه الظاهرة، فالحالات المتزايدة تنذر بانهيار المجتمع، في حين تعني في نظر بعض أنصار الحداثة التمكين الصحي الجديد للمرأة. وتشير الدراسات الحديثة إلى أن الثقافة الهندية تميل بعيداً عن الزيجات المرتبة تقليدياً. أجرى بانيرجي وآخرون استطلاعاً شمل 41554 أسرة عبر 33 ولاية وإقليم في الهند سنة 2005م، وقد وُجد أن اتجاهات الزواج في الهند مماثلة للاتجاهات التي لوحظت على مدى السنوات الأربعين الماضية في الصين واليابان ودول أخرى. ووجدت الدراسة أن عدد الزيجات التي يتم ترتيبها دون توافُق تمثل النسبة الأقل، وأن أغلب الزيجات الهندية تُرتب بتوافق. وكانت نسبة الزيجات المرتبة ذاتياً -أي الزواج عن حب- في ازدياد، خاصةً في المناطق الحضرية.

### طقوس الزفاف
حفلات الزفاف هي مناسبات احتفالية في الهند مع ديكورات واسعة وألوان وموسيقى ورقص وأزياء وطقوس تتوقف حسب دين العروس والعريس، إلى جانب تفضيلاتهم. يُحتفل بنحو 10 ملايين عرس سنويًا، 80٪ منها حفلات زفاف هندوسية.
مع وجود العديد من الطقوس المرتبطة بالمهرجانات الهندوسية، فإن الزفاف هو أكثر الطقوس الشخصية شمولاً التي يقوم بها الهندوسي البالغ في حياته. تنفق الأسر الهندوسية التقليدية جهوداً كبيرة وموارد مالية لإعداد حفلات الزفاف والاحتفال بها. تختلف الطقوس وتقاليد الزفاف الهندوسي حسب المنطقة، والظروف المحلية، وموارد الأسرة وتفضيلات العروس والعريس. ومع ذلك هناك بعض الطقوس الأساسية الشائعة في حفلات الزفاف الهندوسية، كانيادان وبانيجراهانا وساتابادي، وهي على التوالي: يقدم الأب ابنته، تقريب اليد طواعية من النار للدلالة على القران الوشيك، واتخاذ سبع خطوات قبل النار، كل خطوة تتضمن عدداً من العهود المتبادَلة. بعد الخطوة السابعة، يصبحان زوجاً وزوجة قانونياً.
يتزوج السيخ في احتفال يُدعى أناند كاراج. ويتجول الزوجان حول الكتاب المقدس «جورو جرانث صاحب» أربع مرات. المسلمون الهنود يحتفلون بزفاف إسلامي تقليدي يشبه العادات المتّبعة في الشرق الأوسط، تشمل طقوس النكاح، ودفع المهر من العريس للعروس، وتوقيع عقد الزواج، وحفل استقبال. الأعراس المسيحية الهندية تشبه العادات المتبعة في الدول المسيحية في الغرب في ولايات مثل غوا، مع المزيد من العادات الهندية في ولايات أخرى.

## المهرجانات
الهند، كونها مجتمع متعدد الثقافات والأعراق والأديان، تحتفل بالأعياد والمهرجانات من مختلف الأديان. يُحتفل بالعطلات الوطنية الثلاث في الهند وهي: عيد الاستقلال، وعيد الجمهورية، وغاندي جايانتي (ذكرى ميلاد غاندي)، بحماس في جميع أنحاء الهند. إضافةً إلى ذلك، فإن العديد من الولايات والمناطق الهندية لديها مهرجانات محلية اعتماداً على التركيبة السكانية الدينية واللغوية السائدة، مثل المهرجانات الدينية الشعبية الهندوسية ومهرجانات الحصاد. يتم الاحتفال بمهرجان رأس السنة الهندية في أجزاء مختلفة من الهند بأسلوب فريد في أوقات مختلفة.
يتم الاحتفال ببعض المهرجانات في الهند حسب الأديان المتعددة. تشمل الأمثلة البارزة ديوالي، التي يحتفل بها الهندوس والسيخ والبوذيين والجاين في جميع أنحاء البلاد، وبوذا بورنيما وكريشنا جانماشتامي وأمبيدكار جايانتي التي يحتفل بها البوذيون والهندوس. يتم الاحتفال بمهرجانات السيخ، مثل جورو ناناك جايانتي وبيساخي وسط احتفالات صاخبة من السيخ وهندوس البنجاب ودلهي حيث يشكل المجتمعان معاً أغلبية ساحقة من السكان. يضيف مهرجان (دري) الألوان إلى ثقافة الهند، وهو أحد المهرجانات القبلية في الهند التي يحتفل بها أباتانيس في وادي زيرو في أروناشال براديش، أقصى ولاية في الهند. النوروز هو أهم مهرجان بين مجتمع بارسي في الهند.
الإسلام في الهند هو ثاني أكبر ديانة بأكثر من 172 مليون مسلم، وفقاً لتعداد الهند لعام 2011م. الأعياد الإسلامية التي يُحتفل بها وتُعد عطلة رسمية في الهند هي عيد الفطر، وعيد الأضحى (بكري عيد)، وميلاد النبي، والمحرم (بداية السنة الهجرية) وشاب بارات (النصف من شعبان). وقد أعلنت بعض الولايات الهندية أعياداً إقليمية شعبية خاصة، مثل الأربعين، جمعة الوداع (الجمعة الأخيرة في رمضان)، وشاب القدر (ليلة القدر).
المسيحية هي ثالث أكبر دين في الهند. بأكثر من 23 مليون مسيحي، منهم 17 مليون من الرومان الكاثوليك، تحتفل الهند بالعديد من المناسبات المسيحية. تحتفل البلاد بعيد الميلاد والجمعة العظيمة بوصفها أعياداً عامة. المعارض الإقليمية والمجتمعية هي أيضاً من المهرجانات الشائعة في الهند. مثلاً، يُعد معرض بوشكار في ولاية راجاستان أحد أكبر أسواق الماشية في العالم.

## التحيات
تشمل التحيات (الهندية والسنسكريت)، ناماسكار (الهندية)، ناماسكارا/جوارا في أوديا، ناماسكار (الماراثي)، ناماسكارا (كانادا)، ناماسكارام (تيلجو، ماليلام)، كل هذه تحيات تُقال عند اللقاء أو نوع من الوداع عند المغادرة. تُعَد «ناماسكار» أكثر رسمية قليلاً من «ناماستي»، لكن كلاهما يعبر عن الاحترام العميق. تُستخدم ناماسكار بكثرة في الهند ونيبال، لدى الهندوس والجاين والبوذيين، ويستخدمها الكثيرون خارج شبه القارة الهندية. في الثقافة الهندية والنيبالية، تُقال الكلمة في بداية التواصل المكتوب أو اللفظي. وقد تُقال مع إشارة اليد المضمومة أو تستخدم إشارة اليد فقط دون كلام. التحية مشتقة من الكلمة السنسكريتية «نعمة» بمعنى الانحناء، أو تحية التبجيل، أو الاحترام، و «تي» بمعنى: «لك». لذلك تعني حرفياً «أنحني لك» وفي الهندوسية «أنحني للإله فيك». في معظم الأسر الهندية، يتعلم الرجال والنساء الأصغر احترام كبار السن بالانحناء لهم. وهي عادة تُعرف باسم براناما.

## الملابس

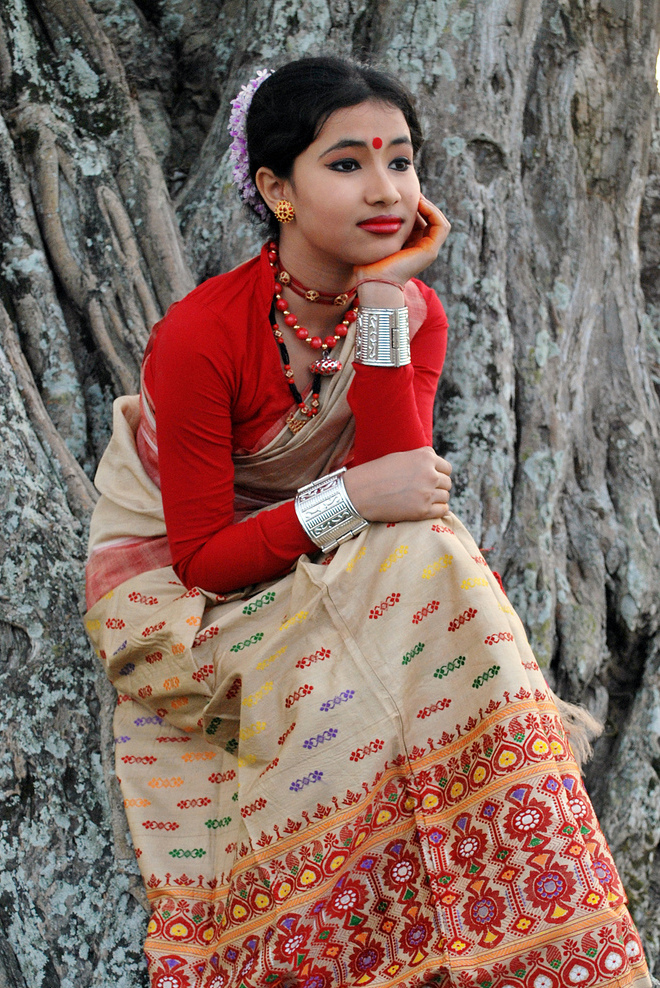
فتاة أسامية ترتدي زي موسمى تقليدي لـ 'موغا بيهوا' في شمال شرق الهند

تختلف الملابس التقليدية في الهند اختلافاً كبيراً عبر أجزاء مختلفة من البلاد وتتأثر بالثقافة المحلية والجغرافيا والمناخ والأوساط الريفية/الحضَرية. تشمل الأنماط الشعبية للثياب الملابس ذات الكسوة التي تُلف مثل الساري والمِخلة للنساء ودوتي أو لانجي أو بانشي (في الكانادا) للرجال. الملابس المَخيطة هي أيضاً شعبية مثل التشوريدار أو السلوار قميص للنساء، مع دوباتا (وشاح طويل) يُلقى على الكتف استكمالاً للزي. السُلوار غالباً ما يكون فضفاض مناسب، في حين تشوريدار هو قطع أكثر إحكاماً. الدفستر، هو غطاء الرأس يرتديها السيخيون عادة في البنجاب.
تشعر المرأة الهندية بالكمال من خلال اتقان ملبسها وحليها. بيندي، المهندي، الأقراط، الأساور والمجوهرات الأخرى شائعة في الهند. وفي المناسبات الخاصة، مثل حفلات الزواج والمهرجانات يمكن للنساء ارتداء ألوان مبهجة مع أنواع مختلفة من الحُلي المصنوعة من الذهب أو الفضة أو الأحجار الكريمة الإقليمية الأخرى. بيندي غالباً ما يكون جزءاً أساسياً من ماكياج المرأة الهندوسية. يرتدينه على جباههنَّ، والبعض يَعتبرن بيندي كعلامة ميمونة. تقليدياً بيندي الأحمر يضعنه نساء الهندوس المتزوجات فقط، وبيندي الملونة تضعها النساء العازبات، ولكن الآن أصبحت جميع الألوان واللمعان جزءاً من الأزياء النسائية. بعض النساء تضع على جبهتها السندور – التقليدي الأحمر أو البرتقالي في فراق شعرهم (يسمى محلياً مانج). السندور هو العلامة التقليدية للمرأة المتزوجة للهندوس. لا ترتدي النساء الهندوسيات العازبات السينودور؛ وأكثر من مليون امرأة هندية من أديان أخرى غير الهندوسية واللاأدرية/الملحدين اللاتي قد يكنَّ متزوجات. تختلف أساليب المكياج والملابس إقليمياً بين المجموعات الهندوسية، وكذلك حسب المناخ أو الدين، مع تفضيل المسيحيين الغربيين والمسلمين الأنماط العربية. وللرجال، تتضمن الأزياء المخيطة كورتا-البيجاما والسراويل والقمصان على الطراز الأوروبي. وفي الأماكن الحضَرية وشبه الحضرية، كثيراً ما يُرى الرجال والنساء من جميع الخلفيات الدينية يرتدون الجينز والسراويل والقمصان والبدلات والكورتاس ومجموعة متنوعة من الأزياء الأخرى.